# Loïck Landre
Loïck Landre (Aubervilliers, 5 maggio 1992) è un calciatore francese, difensore del Valenciennes.

## Carriera

### Club
Cresciuto nel Paris Saint-Germain debutta in Ligue 1 nella stagione 2010-2011.
Viene poi ceduto in prestito a Clermont Foot e Gazélec Ajaccio, entrambe in seconda serie.
Nel 2013 passa al Lens, dove gioca 27 partite in Ligue 2 ottenendo al termine della stagione la promozione in Ligue 1. Gioca in massima serie con i giallorossi fino al dicembre 2016.
Nel 2017, durante il mercato di gennaio, viene acquistato dal Genoa, che lo gira immediatamente in prestito al Pisa, in Serie B.

### Nazionale
Dopo aver giocato con la Nazionale Under-19 e Under-20, nel 2013 debutta in Under-21 disputando partite di qualificazione agli Europei di categoria del 2015.

## Statistiche

### Presenze e reti nei club
Statistiche aggiornate al 4 aprile 2017.
| Stagione        | Squadra         | Campionato      | Campionato | Campionato | Coppe nazionali | Coppe nazionali | Coppe nazionali | Coppe continentali | Coppe continentali | Coppe continentali | Altre coppe | Altre coppe | Altre coppe | Totale | Totale |
| Stagione        | Squadra         | Comp            | Pres       | Reti       | Comp            | Pres            | Reti            | Comp               | Pres               | Reti               | Comp        | Pres        | Reti        | Pres   | Reti   |
| --------------- | --------------- | --------------- | ---------- | ---------- | --------------- | --------------- | --------------- | ------------------ | ------------------ | ------------------ | ----------- | ----------- | ----------- | ------ | ------ |
| 2010-2011       | Paris SG        | L1              | 1          | 0          | CF+CdL          | -               | -               | UEL                | -                  | -                  | -           | -           | -           | 1      | 0      |
| 2011-gen. 2012  | Paris SG        | L1              | -          | -          | CF+CdL          | -               | -               | UEL                | -                  | -                  | -           | -           | -           | 0      | 0      |
| gen.-giu. 2012  | Clermont Foot   | L2              | 12         | 0          | -               | -               | -               | -                  | -                  | -                  | -           | -           | -           | 12     | 0      |
| 2012-2013       | Gazélec Ajaccio | L2              | 24         | 3          | CF+CdL          | -               | -               | -                  | -                  | -                  | -           | -           | -           | 24     | 3      |
| 2013-2014       | Lens            | L2              | 27         | 0          | CF+CdL          | 4+2             | 0               | -                  | -                  | -                  | -           | -           | -           | 33     | 0      |
| 2014-2015       | Lens            | L1              | 26         | 0          | CF+CdL          | -               | -               | -                  | -                  | -                  | -           | -           | -           | 26     | 0      |
| 2015-2016       | Lens            | L2              | 25         | 0          | CF+CdL          | 1+1             | 0               | -                  | -                  | -                  | -           | -           | -           | 27     | 0      |
| 2016-gen. 2017  | Lens            | L2              | 1          | 0          | CF+CdL          | -               | -               | -                  | -                  | -                  | -           | -           | -           | 1      | 0      |
| Totale Lens     | Totale Lens     | Totale Lens     | 79         | 0          |                 | 8               | 0               |                    | -                  | -                  |             | -           | -           | 87     | 0      |
| gen. -giu. 2017 | Pisa            | B               | 5          | 0          | CI              | -               | -               | -                  | -                  | -                  | -           | -           | -           | 5      | 0      |
| 2017-2018       | Genoa           | A               | 0          | 0          | CI              | -               | -               | -                  | -                  | -                  | -           | -           | -           | 0      | 0      |
| Totale carriera | Totale carriera | Totale carriera | 121        | 3          |                 | 8               | 0               |                    | -                  | -                  |             | -           | -           | 129    | 3      |